# Coulee City
Coulee City é uma cidade  localizada no estado norte-americano de Washington, no Condado de Grant.

## Demografia
Segundo o censo norte-americano de 2000, a sua população era de 600 habitantes.
Em 2006, foi estimada uma população de 642, um aumento de 42 (7.0%).

## Geografia
De acordo com o United States Census Bureau tem uma área de
2,6 km², dos quais 2,6 km² cobertos por terra e 0,0 km² cobertos por água. Coulee City localiza-se a aproximadamente 511 m acima do nível do mar.

## Localidades na vizinhança
O diagrama seguinte representa as localidades num raio de 32 km ao redor de Coulee City.